# Triệu Vũ Vương
Triệu Vũ Đế (chữ Hán: 趙武帝, 257 TCN hoặc 235 TCN - 137 TCN), húy Triệu Đà (chữ Hán: 趙佗), là vị vua đầu tiên của nước Nam Việt và nhà Triệu, án ngữ tại Quảng Đông và miền bắc Việt Nam. Ông vốn là người Hoa, quê ở huyện Chân Định (真定), quận Hằng Sơn (恒山) (ngày nay là huyện Chính Định (正定), tỉnh Hà Bắc), miền Bắc Trung Quốc.
Triệu Đà vốn là võ tướng nhà Tần, theo lệnh Tần Thủy Hoàng dẫn quân xuống chinh phạt miền Nam (khi đó là lãnh thổ của các bộ tộc Bách Việt). Ông chiếm được các vùng nay là Quảng Đông, Quảng Tây. Triệu Đà cũng xin Tần Thủy Hoàng di dân 50 vạn người từ Trung Hoa đến vùng này nhằm đồng hóa người bản địa theo văn hóa Trung Quốc (ngày nay gọi là chính sách "Hán hóa"). Năm 210 TCN, nhà Tần ở Trung Hoa diệt vong, nhận thấy triều đình trung ương đã sụp đổ, Triệu Đà bèn tách ra cát cứ, xưng đế và lập nên nước Nam Việt và cai trị suốt giai đoạn 207-137 trước công nguyên (TCN). Năm 179 TCN, Nam Việt xâm chiếm thành công nước Âu Lạc của An Dương Vương.
Sau khi nhà Hán đã làm chủ Trung Hoa, khi về già, Triệu Đà đã quyết định bỏ việc xưng đế, quy phục nhà Hán (nhưng vẫn xưng Hoàng đế ở trong Nam Việt). Triệu Đà viết thư nhờ Lục Giả gửi cho vua Hán, trong thư ông đã xác nhận rằng mình là người Trung Hoa, và nhà Triệu là chư hầu phục vụ cho nhà Hán, thay mặt vua Hán để cai trị dân "Man Di" phía Nam (chỉ người Việt thời đó).
Thời phong kiến, các nhà sử học Việt Nam đề cao thuyết Thiên mệnh của Nho giáo (cho rằng ngôi vua là do "Trời định", còn xuất thân của vua không quan trọng) nên nhìn nhận Triệu Đà là vua Việt Nam. Đến thời hiện đại, các nhà sử học đề cao chủ quyền dân tộc, vua phải là người đại diện cho dân tộc, nên quan niệm thời phong kiến bị bác bỏ và Triệu Đà được coi là kẻ xâm lược (vì Triệu Đà vốn là người Trung Hoa, theo lệnh Tần Thủy Hoàng sang xâm chiếm nước Việt và ông ta còn tìm cách "Hán hóa" người Việt).

## Tiểu sử
Sách Đại Việt sử ký toàn thư dẫn lại ghi chép của Sử ký Tư Mã Thiên, theo đó Triệu Đà vốn người huyện Chân Định (真定), quận Hằng Sơn (恒山), đời nhà Tần (ngày nay là huyện Chính Định (正定), tỉnh Hà Bắc), Trung Quốc.
Tại làng Đồng Xâm (huyện Kiến Xương, tỉnh Thái Bình, Việt Nam) có truyền thuyết kể rằng hoàng hậu của Triệu Đà là Trình thị là người làng này, vì vậy dân làng đã lập đền thờ cho Triệu Đà và Trình thị Tuy nhiên, truyền thuyết này chỉ là hư cấu, bắt nguồn từ việc vùng này trước kia có tên là Chân Định (trùng tên với huyện Chân Định - tỉnh Hà Bắc - Trung Quốc, quê hương của Triệu Đà). Các bộ chính sử sách hoàn toàn không nói vợ Triệu Đà là ai, xuất thân từ đâu. Huyện Chân Định (tỉnh Thái Bình) chỉ mới được lập ra vào thời Lê Thánh Tông, gần 1700 năm sau thời Triệu Đà, nên không thể có chuyện hoàng hậu của Triệu Đà là người ở đây như truyền thuyết mô tả. Các dịch giả Đại Nam nhất thống chí (Phan Trọng Điềm và Đào Duy Anh) khi hiệu đính đã chỉ ra: "Cũng là do nhầm huyện Chân Định ở Trung Quốc là quê của Triệu Đà với Chân Định ở đây (tỉnh Thái Bình) mà nhiều nơi lập miếu thờ Triệu Đà"
Triệu Đà là tướng của nhà Tần, được lệnh Tần Thủy Hoàng đem quân đánh xuống phía Nam, mở rộng lãnh thổ cho nhà Tần. Khi nhà Tần sụp đổ, Triệu Đà khi đó đang làm quan cai trị ở phía Nam (nay là tỉnh Quảng Đông, Quảng Tây). Nhân cơ hội Trung Hoa rối loạn, Triệu Đà tự xưng vương để lập nên nước Nam Việt, trị vì khoảng từ năm 207 trước công nguyên (TCN) đến năm 137 TCN, xưng là Nam Việt Vũ Vương hay là Nam Việt Vũ Đế.
Năm mất của Triệu Đà được các nguồn sử liệu thống nhất là 137 TCN. Về năm sinh của Triệu Đà, các nguồn tài liệu đề cập khác nhau. Đại Việt sử ký toàn thư của sử thần Ngô Sĩ Liên chép rằng ông sinh năm 258 TCN, tức là thọ 121 tuổi.
Các nhà nghiên cứu hiện nay lại căn cứ theo một dòng trong Hán thư của Ban Cố cho biết ông tham gia nam chinh từ năm 20 tuổi và đó là thời điểm 13 năm trước khi Lưu Bang thành lập nhà Hán (202 TCN), tức là ông sinh năm 235 TCN và tham gia nam chinh từ năm 215 TCN, năm 214 TCN được Tần Thủy Hoàng phong huyện lệnh Long Xuyên. Theo giả thuyết này, Triệu Đà thọ 99 tuổi.

## Sự nghiệp

### Bình định đất Lĩnh Nam
Xem thêm: Chiến tranh Tần-Việt

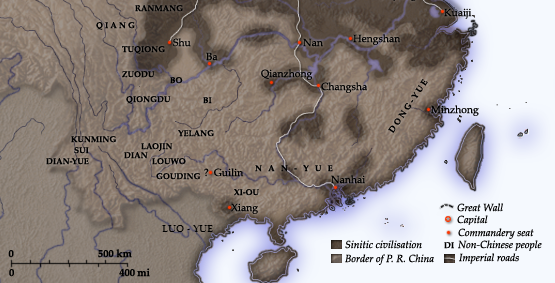
Bản đồ các khu vực lẻ tẻ do nhà Tần chiếm được của các nhóm tộc Bách Việt ở phía Nam sông Dương Tử sau năm 210 TCN.

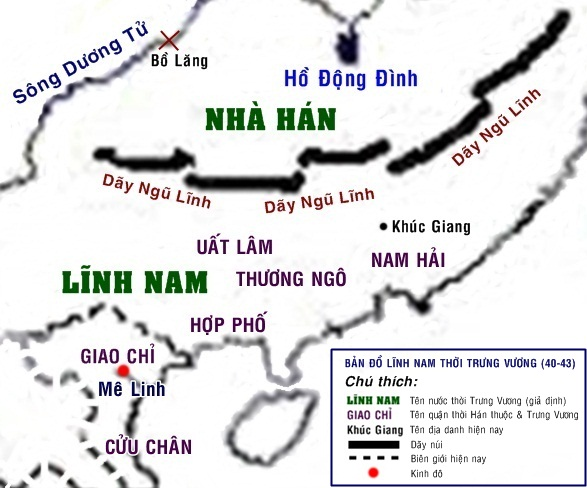
Bản đồ vùng đất Lĩnh Nam thời Trưng Vương (40-43 sau Công nguyên).

Sau khi thống nhất bảy nước, Tần Thủy Hoàng bắt tay bình định vùng đất Bách Việt ở Lĩnh Nam.
Năm 218 trước Công Nguyên, Tần Thủy Hoàng sai Đồ Thư (屠睢) làm chủ tướng, chỉ huy 50 vạn quân đi bình định miền Lĩnh Nam. Khi Đồ Thư chiếm được vùng đất Lĩnh Nam, Tần Thủy Hoàng lập nên ba quận là Nam Hải (Quảng Đông), Quế Lâm (đông bắc Quảng Tây) và Tượng quận. Đồ Thư chiếm được nhiều đất đai nhưng cuối cùng bị tử trận.
Tần Thủy Hoàng sai Nhâm Ngao (壬嚣) cùng Triệu Đà đến cai trị vùng Lĩnh Nam. Nhâm Ngao làm Quận úy quận Nam Hải. Nam Hải gồm bốn huyện Bác La, Long Xuyên, Phiên Ngung và Yết Dương; trong đó huyện Long Xuyên có vị trí quan trọng nhất về địa lý và quân sự, được giao dưới quyền Triệu Đà làm Huyện lệnh.

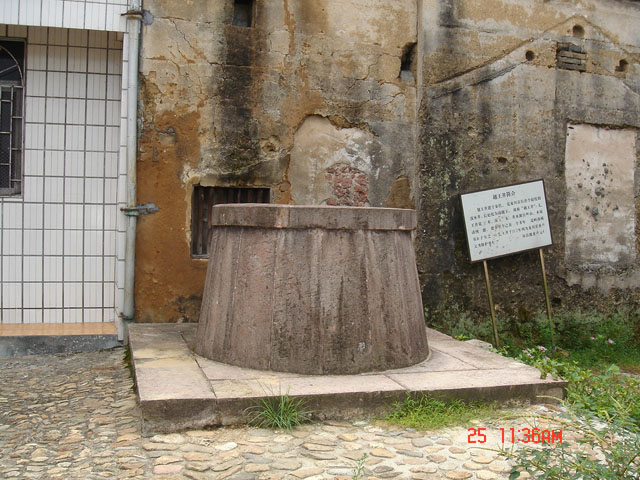
Giếng Việt Vương ở huyện Long Xuyên, TP. Hà Nguyên, tỉnh Quảng Đông, Trung Quốc, tương truyền được đào bởi Triệu Đà khi ông còn làm Huyện lệnh Long Xuyên.

Sau khi tới thủ phủ Long Xuyên nhậm chức, Triệu Đà áp dụng chính sách "hoà tập Bách Việt" đồng thời xin Tần Thủy Hoàng di dân 50 vạn người từ Trung Nguyên đến vùng này, tăng cường chính sách "Hoa Việt dung hợp" (hòa lẫn người Hoa Hạ và người Lĩnh Nam).

### Ly khai nhà Tần
Tần Thủy Hoàng chết (210 TCN), Tần Nhị Thế nối ngôi, khởi nghĩa Trần Thắng, Ngô Quảng nổ ra năm 209 TCN, rồi tiếp theo là chiến tranh Hán-Sở giữa Lưu Bang và Hạng Vũ (từ năm 206 TCN), Trung Nguyên rơi vào cảnh rối ren loạn lạc.

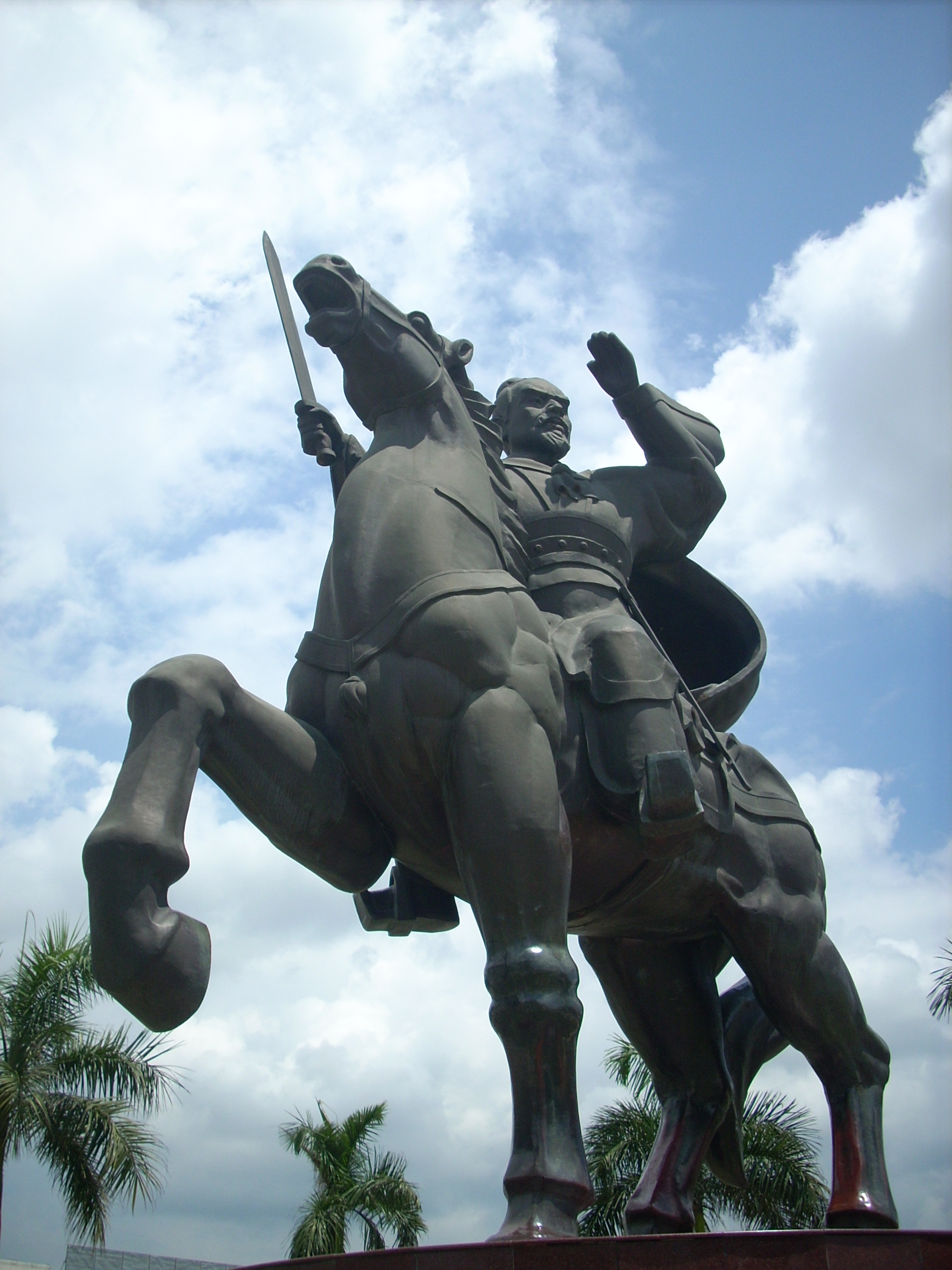
Tượng Triệu Đà, phía trước Nhà ga đường sắt Hà Nguyên

Năm 208 TCN, Quận uý Nam Hải là Nhâm Ngao bị bệnh nặng, trước khi chết cho gọi Triệu Đà đang tạm thời làm Huyện lệnh Long Xuyên đến, dặn dò đại ý rằng: 
Vùng đất Nam Hải có núi chắn, có biển kề, rất thuận lợi cho việc dựng nước và phòng thủ chống lại quân đội từ Trung Nguyên (tức khu vực trung ương Trung Quốc) đánh xuống,
và đồng thời chính thức bổ nhiệm Triệu Đà nối quyền cai trị quận Nam Hải.
Không lâu, Nhâm Ngao chết, Triệu Đà gửi lệnh đến quan quân các cửa ngõ Lĩnh Nam, canh giữ phòng chống quân đội Trung nguyên xâm phạm, và nhân dịp đó, giết hết những quan lại nhà Tần bổ nhiệm ở Lĩnh Nam, cho tay chân của mình thay vào những chức vụ đó.

### Chinh phục Âu Lạc, lên ngôi vua nước Nam Việt

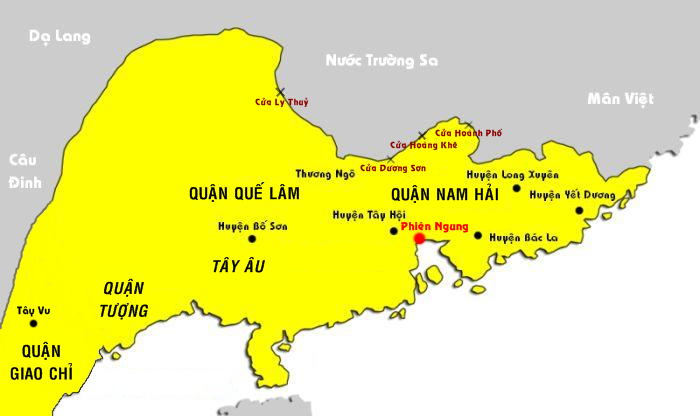
Bản đồ nước Nam Việt

Sử sách ghi chép không thống nhất về việc Triệu Đà đánh chiếm Âu Lạc, cả về cách đánh lẫn thời gian và địa lý.
Sử ký Tư Mã Thiên ghi chép vắn tắt rằng Triệu Đà dùng tài ngoại giao và đút lót mua chuộc các thủ lĩnh người Mân Việt, Tây Âu Lạc mà thu phục các vùng này vào thời điểm "sau khi Lã hậu chết" (năm 180 TCN). Các sách giáo khoa tại Việt Nam hiện nay đều thống nhất lấy thời điểm ước lệ này trong Sử ký và lấy năm ngay sau 180 TCN là 179 TCN (Xem mục về Niên đại và tư liệu ở dưới).
Lần xâm phạm đầu tiên, Triệu Đà đóng quân ở núi Tiên Du (thuộc tỉnh Bắc Ninh ngày nay) giao chiến với An Dương Vương bị thất bại và bỏ chạy. Sau này, nhờ sự trợ giúp của các thủ lĩnh làm nội gián cung cấp thông tin bí mật về bố phòng quân sự và bản đồ địa lý của Âu Lạc, Triệu Đà tiếp tục tiến hành âm mưu xâm lược.
Theo truyền thuyết ghi rằng Triệu Đà lập mưu gả con trai là Trọng Thủy cho con gái An Dương Vương là Mỵ Châu để trộm nỏ thần và bản đồ Loa Thành. Sau khi kết thông gia, cả hai lập ranh giới từ sông Bình Giang (nay là sông Đuống) trở lên phía Bắc thuộc quyền cai trị của Triệu Đà, trở về phía Nam thuộc quyền cai trị của An Dương Vương. Cần lưu ý là truyền thuyết này không có bất cứ bằng chứng lịch sử nào. Theo truyền thuyết thì nỏ thần của thần Kim Quy không hoạt động nữa sau khi bị lấy cái móng thần làm lẫy . Nếu nỏ sát thương cao có thật thì không thể hiệu quả chỉ dựa trên cái lẫy, và không thể chỉ hiệu quả đối với một cái nỏ duy nhất. Ngoài ra, trong số 436 người được khắc trên các trống đồng có 175 người cầm vũ khí (40,1%). Các loại vũ khí gồm: giáo, rìu, cung, dao găm và mộc, không có nỏ .
Năm 208 TCN, Triệu Đà đánh thắng Âu Lạc của An Dương Vương, sáp nhập Âu Lạc vào quận Nam Hải, lập nước Nam Việt. Theo truyền thuyết của người Việt, sau khi nghe tin Mỵ Châu bị An Dương Vương giết, Trọng Thủy nhảy xuống giếng tự vẫn để trọn tình với vợ là Mỵ Châu.
Năm 207 TCN, Triệu Đà cất quân đánh chiếm quận Quế Lâm, Tượng quận; tự xưng "Nam Việt Vũ Vương".
Năm 206 TCN, nhà Tần diệt vong.
Nước Nam Việt bấy giờ, bao gồm từ núi Nam Lĩnh, phía tây đến Dạ Lang, phía nam đến dãy Hoành Sơn, phía đông đến Mân Việt. Thủ đô nước Nam Việt lúc ấy là thành Phiên Ngung (thành phố Quảng Châu ngày nay).
Một số tài liệu nghiên cứu ngày nay cho rằng vùng đất miền Bắc Việt Nam bây giờ nằm trong quận Tượng (象郡) của nước Nam Việt lúc đó.

### Thần phục nhà Hán

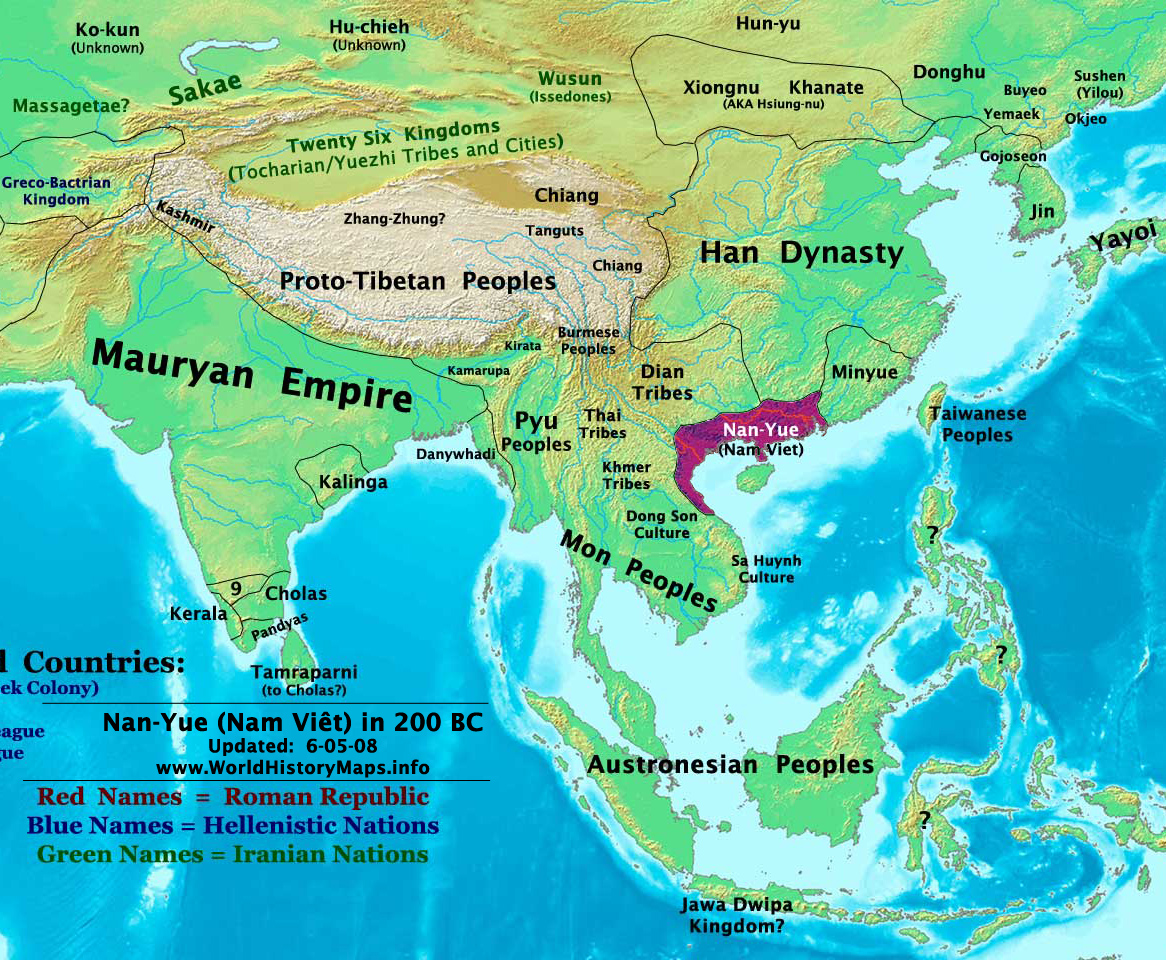
Nước Nam Việt phía Tây giáp hai nước Dạ Lang và Câu Đinh, phía Đông giáp nước Mân Việt, phía Nam giáp với dãy Hoành Sơn, phía Bắc giáp nhà Hán.

Trải qua chinh chiến, Lưu Bang đã lập được chính quyền nhà Tây Hán (202 TCN), bình định Trung Nguyên, bao gồm cả thế lực thu phục được của Hạng Vũ. Lưu Bang quyết định không lấy chiến tranh đối phó với nước Nam Việt để dân chúng Trung nguyên khỏi mất người mất của sau bao năm loạn lạc.
Năm 196 TCN, Hán Cao Tổ Lưu Bang sai quan đại phu Lục Giả đi sứ đến nước Nam Việt khuyên Triệu Đà quy phục nhà Hán.
Sách Việt Nam sử lược của Trần Trọng Kim chép:
Vũ Vương vốn là người kiêu căng, có ý không muốn phục nhà Hán, đến khi Lục Giả sang đến nơi, vào yết kiến Vũ Vương, Vũ Vương ngồi xếp vành tròn, không đứng dậy tiếp. Lục Giả thấy vậy mới nói rằng: "Nhà vua là người nước Tần, mồ mả và thân thích ở cả châu Chân Định. Nay nhà Hán đã làm vua thiên hạ, sai sứ sang phong vương cho nhà vua, nếu nhà vua kháng cự sứ thần, không làm lễ thụ phong, Hán đế tất là tức giận, hủy hoại mồ mả và giết hại thân thích của nhà vua, rồi đem quân ra đánh thì nhà vua làm thế nào?" Vũ Vương nghe lời ấy vội vàng đứng dậy làm lễ tạ, rồi cười mà nói rằng: "Tiếc thay ta không được khởi nghiệp ở nước Tần, chứ không thì ta cũng chẳng kém gì Hán Đế!"
Được Lục Giả khuyên, Triệu Đà chịu nhận ấn tước Nam Việt Vương (chúa đất vùng Nam Việt) của Hán Cao Tổ gửi, thần phục nhà Hán, đưa Nam Việt thành một nước chư hầu (nhưng chỉ trên danh nghĩa) của nhà Hán. Từ đó, Nam Việt và nhà Hán trao đổi sứ giả và buôn bán. Lưu Bang đã lấy hoà bình mà quy phục Triệu Đà, không còn mối lo thế lực chống đối nhà Hán ở miền nam nữa.

### Xưng đế chống Hán
Hán Cao Tổ Lưu Bang và Hán Huệ Đế Lưu Doanh chết đi, Lã Hậu nắm quyền, bắt đầu gây sự với Triệu Đà. Lã Hậu ra lệnh cấm vận với nước Nam Việt. Triệu Đà thấy Lã Hậu có thể qua nước Trường Sa mà thôn tính Nam Việt. Thế là Triệu Đà bèn tuyên bố độc lập hoàn toàn khỏi nhà Hán, tự xưng "Nam Việt Vũ Đế" và cất quân đánh nước Trường Sa, chiếm được mấy huyện biên giới của Trường Sa mới chịu thôi.
Lã Hậu bèn sai đại tướng Long Lư hầu là Chu Táo đi đánh Triệu Đà. Quân lính Trung Nguyên không quen khí hậu nóng nực và ẩm thấp miền nam, ùn ùn đổ bệnh, ngay dãy núi Ngũ Lĩnh cũng chưa đi qua nổi. Một năm sau, Lã Hậu chết, mưu đồ đánh Triệu Đà của quân nhà Hán bỏ hẳn.
Lúc đó Triệu Đà dựa vào tiếng tăm tài quân sự của mình lừng lẫy cả vùng Lĩnh Nam, lại nhờ tài hối lộ của cải, làm cả Mân Việt và phía Tây nước Âu Lạc cũ ùn ùn quy thuộc Nam Việt. Lúc ấy nước Nam Việt bành trướng đến mức cực thịnh. Triệu Đà bắt đầu lấy tên uy Hoàng Đế mà ra lệnh ra oai, thanh thế ngang ngửa đối lập với nhà Hán.

### Lại thần phục nhà Hán
Năm 180 TCN, Lã Hậu chết, Hán Văn Đế Lưu Hằng nối ngôi.
Năm 179 TCN, vua Hán sai người tu sửa mồ mả cha ông Triệu Đà, cắt đặt hàng năm đúng ngày thờ cúng, ban thưởng chức vụ và của cải cho bà con Triệu Đà còn ở trong đất Hán. Nghe thừa tướng Trần Bình tiến cử, Lưu Hằng sai Lục Giả, người từng được Hán Cao Tổ sai sứ đi Nam Việt nhiều lần, làm chức Thái Trung Đại Phu, lại đi thuyết phục Triệu Đà quy Hán. Lục Giả đến Nam Việt, lại trổ tài thuyết phục Triệu Đà. Triệu Đà nghe thuyết phục phải trái hơn thiệt, quyết định bỏ danh hiệu Đế, quy phục nhà Hán (nhưng vẫn tiếm hiệu xưng Hoàng Đế ở trong nước Nam Việt). Nhân đó, Triệu Đà viết thư nhờ Lục Giả gửi cho vua Hán, rằng:
| “ | Man Di đại trưởng lão phu, thần Đà, mạo muội đáng chết, hai lạy dâng thư lên Hoàng đế bệ hạ. Lão phu vốn là lại cũ ở đất Việt, Cao Đế ban cho ấn thao làm Nam Việt Vương. Hiếu Huệ Hoàng Đế lên ngôi, vì nghĩa không nỡ tuyệt nên ban cho lão phu rất hậu. Cao Hậu lên coi việc nước lại phân biệt Hoa - Di, ra lệnh không cho Nam Việt những khí cụ làm ruộng bằng sắt và đồng; ngựa, trâu, dê nếu cho thì cũng chỉ cho con đực, không cho con cái. Lão phu ở đất hẻo lánh, ngựa, trâu, dê đã già. Tự nghĩ nếu không sắm lễ vật cúng tế, thì tội thực đáng chết, mới sai quan Nội sử (內使) là Phan (潘), quan Trung úy (中尉) là Cao (高), quan Ngự sử (御史) là Bình (平), ba bọn dâng thư tạ lỗi, nhưng đều không thấy trở về. Lại nghe đồn rằng, phần mộ của cha mẹ lão phu bị đập phá, anh em họ hàng đều bị giết. Vì vậy, bọn lại bàn nhau rằng: "Nay bên trong không được phấn chấn với nhà Hán, bên ngoài không lấy gì để tự cao khác với nước Ngô". Vì vậy mới đổi xưng hiệu là Đế, để tự làm Đế nước mình, không dám làm điều gì hại đến thiên hạ. Cao Hoàng Hậu nghe tin cả giận, tước bỏ sổ sách của Nam Việt, khiến cho việc sai người đi sứ không thông. Lão phu trộm ngờ là vì Trường Sa Vương gièm pha, cho nên mới đem quân đến đánh biên giới. Lão phu ở đất Việt 49 năm, đến nay đã ẵm cháu rồi, những vẫn phải dậy sớm, ngủ muộn, nằm không yên chiếu, ăn không biết ngon, mắt không trông sắc đẹp, tai không nghe tiếng chuông trống, chỉ vì không được làm tôi nhà Hán mà thôi. Nay may được bệ hạ có lòng thương đến, được khôi phục hiệu cũ, cho thông sứ như trước, lão phu dù chết xương cũng không nát. Vậy xin đổi tước hiệu, không dám xưng Đế nữa. Kính cẩn sai sứ giả dâng một đôi ngọc bích trắng, 1.000 bộ lông chim trả, 10 sừng tê, 500 vỏ ốc màu tía, 1 giỏ cà cuống, 40 đôi chim trả sống, 2 đôi chim công. Mạo muội liều chết, hai lạy dâng lên Hoàng đế bệ hạ. | ” |

Kể từ đó đến đời Hán Cảnh Đế, Triệu Đà một mực xưng thần, hàng năm cứ mùa Xuân và mùa Thu, đều đưa đoàn sứ đến Trường An triều cống hoàng đế nhà Hán, chịu mệnh lệnh làm chư hầu (trên danh nghĩa) của nhà Hán. Năm 137 TCN, Nam Việt Vương Triệu Đà qua đời, sống được ước chừng hơn trăm tuổi (theo Đại Việt Sử ký Toàn thư là 121 tuổi), chôn ở Phiên Ngung (tức thành phố Quảng Châu ngày nay).
Triệu Đà chết đi, con cháu tiếp tục được bốn đời vua Nam Việt, cho đến năm 111 trước Công Nguyên mới bị nhà Hán chiếm.

## Ảnh hưởng lịch sử
Triệu Đà vốn là quan võ của nhà Tần, rồi được Tần Thủy Hoàng bổ nhiệm làm Huyện lệnh huyện Long Xuyên trong quận Nam Hải mà Nhâm Ngao làm Quận uý. Triệu Đà lập nên nước Nam Việt, độc lập với nhà Tần, cai trị nước Nam Việt 67 năm, từ năm 203 trước Công nguyên tới năm 137 trước Công nguyên, rồi truyền ngôi cho cháu là Triệu Muội. Triệu Đà thực thi chính sách "hoà tập Bách Việt" nhằm thống nhất các bộ tộc Bách Việt và chính sách "Hoa - Việt dung hợp" nhằm đồng hoá dân người Hoa và Lĩnh Nam tại lãnh thổ nước Nam Việt.
Theo khảo sát dân số thì cuối thời Nam Việt, cả nước này có 1,3 triệu dân, trong đó có khoảng 100 ngàn người Hoa di cư từ phía Bắc. Tuy chỉ chiếm tỷ lệ nhỏ nhưng người Hoa nắm giữ hầu hết chức vụ chủ chốt trong triều đình Nam Việt. Về sau triều đình có tuyển thêm người bản xứ như Lữ Gia, nhưng con số này vẫn rất ít, và cũng chỉ tuyển những người tinh thông chữ Hoa, biết nói tiếng Hoa (tức là đã "Hán hóa") mà thôi. Như vậy cho thấy nhà Triệu vẫn coi mình là triều đại của người Hoa, không coi người Việt là ngang hàng với người Hoa.

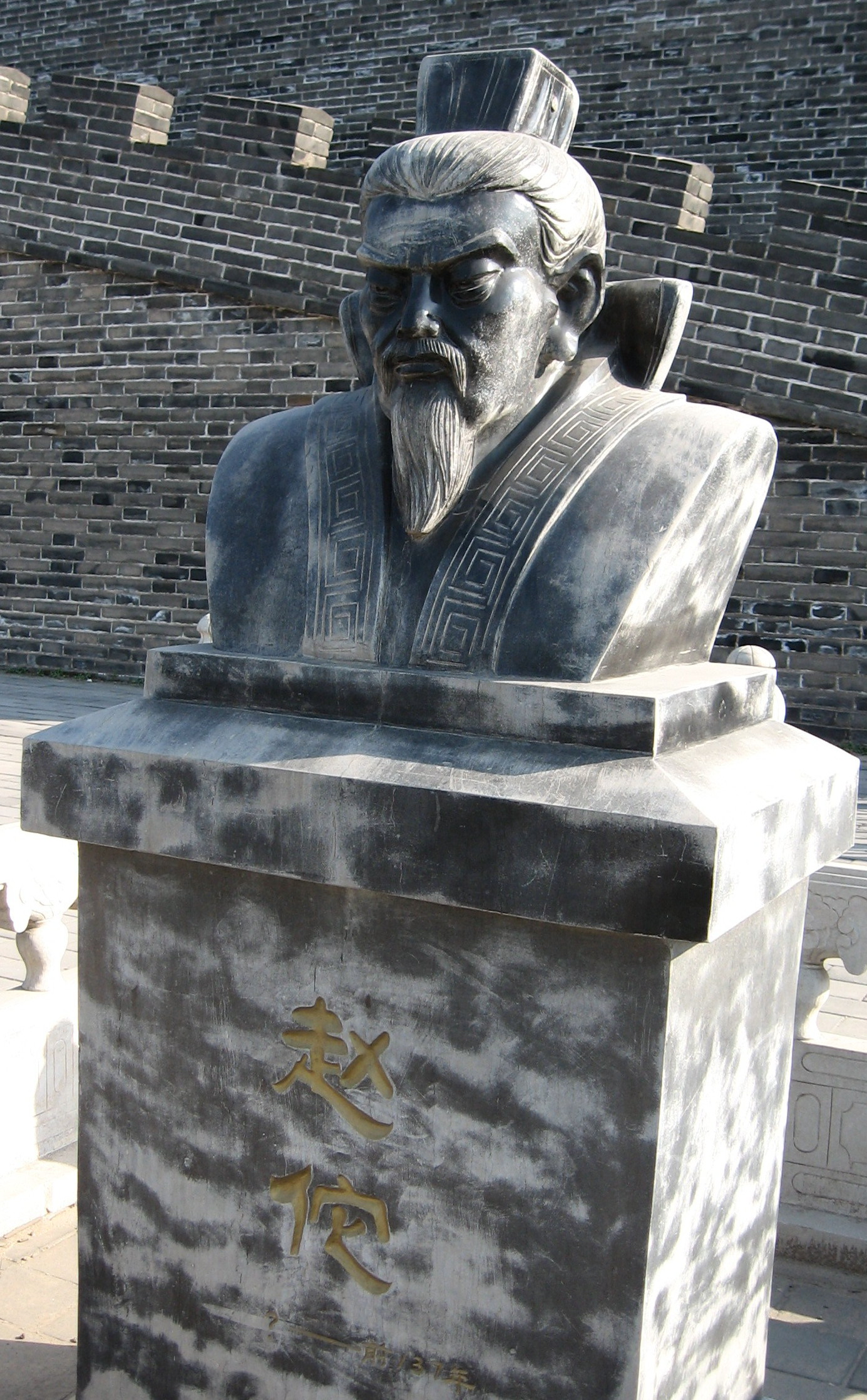
Tượng Triệu Đà tại huyện Chính Định, địa cấp thị Thạch Gia Trang, tỉnh Hà Bắc, Trung Quốc.

## Tranh luận về vai trò của nhà Triệu và nước Nam Việt
Nhà Triệu là một triều đại, hay một giai đoạn lịch sử gây nhiều tranh luận cho giới nghiên cứu sử học Việt Nam. Sử học Việt Nam từ trước đến nay đều có hai quan điểm trái ngược nhau:
1. Triệu Vũ Đế đánh bại An Dương Vương, sáp nhập Âu Lạc vào Nam Việt là chuyện nội bộ nước Việt, nhà Triệu là triều đại chính thống của Việt Nam. Nhà Triệu mất là khởi đầu thời kỳ Bắc thuộc.
2. Triệu Đà là người phương Bắc, quê quán ở Trung Nguyên (nay là tỉnh Hà Bắc, thuộc lưu vực sông Hoàng Hà ở Trung Quốc)[19] theo lệnh Tần Thủy Hoàng đem di dân người Hoa Hạ (sau này gọi là người Hán) xuống vùng Lĩnh Nam (là nơi cư trú của các bộ tộc Bách Việt) và được làm Huyện lệnh Long Xuyên quận Nam Hải mới khai hoá, khi nhà Tần mất thì mới tách ra cát cứ, do đó Triệu Đà là kẻ ngoại bang đến xâm lược nước Âu Lạc. An Dương Vương mất nước là mở đầu thời kỳ Bắc thuộc.

Xoay quanh vấn đề Triệu Đà và nhà Triệu, mấu chốt là thế giới quan nhìn nhận của nhà sử học. Những người đề cao thuyết Thiên mệnh của Nho giáo (cho rằng ngôi vị là do "Trời định", ai xưng đế ở vùng đất nào thì nghiễm nhiên được coi là vua, nắm giữ "Thiên Mệnh" của vùng đất đó, bất kể xuất thân thuộc dân tộc nào) thì sẽ nhìn nhận Triệu Đà là vua Việt Nam, đây là cách nhìn của nhiều sử gia Việt Nam thời phong kiến.
Ngược lại, những nhà sử học có tư duy nhấn mạnh chủ quyền quốc gia - đặc tính dân tộc, coi trọng nguồn gốc xuất thân, tính dân tộc của người cầm đầu chính quyền, bản chất của bộ máy triều đình và không công nhận thuyết "Thiên Mệnh" thì sẽ coi Triệu Đà là triều đại xâm chiếm của phương Bắc (bởi Triệu Đà vốn là người Trung Hoa, quan lại nước Nam Việt hầu hết là người Trung Hoa, ngôn ngữ và thể chế cung đình cũng là Trung Hoa, còn người Việt chỉ là đối tượng bị cai trị). Đây là cách nhìn của các sử gia thời hiện đại.

## Những địa điểm gắn với Triệu Đà
- Thành phố Thạch Gia Trang (石家庄) ở tỉnh Hà Bắc, Trung Quốc: huyện lỵ Chính Định ở góc nam Thạch Gia Trang là nơi sinh của Triệu Đà, thời nhà Tần có tên là huyện Chân Định quận Hằng Sơn. Thị trấn Triệu Lăng Phu (赵陵铺镇) ở góc nam quận Tân Hoa (新华区) của thành phố Thạch Gia Trang có mộ tổ tiên của Triệu Đà do Hán Vũ Đế đời Tây Hán xây để vỗ về Triệu Đà, ngày nay vẫn còn bia mộ.
- Huyện Long Xuyên (龙川) ở tỉnh Quảng Đông, Trung Quốc: thời nhà Tần là huyện Long Xuyên quận Nam Hải (南海), nơi Triệu Đà làm Huyện lệnh sáu năm sau khi bình định đất Lĩnh Nam. Nguyên trị sở huyện này được đặt tên là Thị trấn Đà Thành (佗城镇) hay còn gọi là "Thành cũ Triệu Đà" (赵佗故城) để tưởng niệm Triệu Đà.
- Thành phố Quảng Châu ở tỉnh Quảng Đông, Trung Quốc: thời nhà Tần là huyện Phiên Ngung (番禺), thủ phủ quận Nam Hải, nơi Triệu Đà làm Quận uý bốn năm. Sau khi nhà Tần diệt vong, Triệu Đà vẫn lấy Phiên Ngung làm thủ phủ, lập nên nước Nam Việt. Phiên Ngung cũng là nơi chôn cất Triệu Đà.

## Tên đường phố, địa danh, tàu hải cảnh
- Tên của Triệu Đà từng được đặt cho một đường phố nhỏ tại địa bàn khu phố 2, phường Hiệp Phú, quận 9, Thành phố Hồ Chí Minh, Việt Nam.[20] Hiện con phố này nằm trên trục đường Ngô Quyền.
- Bên cạnh đó, tên của ông còn được đặt cho một số khu dân cư tại TP. Hồ Chí Minh, Việt Nam như khu Cư xá Triệu Đà đường 3 tháng 2 hay Điểm sinh hoạt khu dân cư Triệu Đà khu phố 6, đường Nguyễn Ngọc Lộc phía cuối đường Ngô Quyền.[21] Cả hai đều thuộc địa bàn phường 14, quận 10.[22]
- Tàu hải cảnh lớn nhất thế giới của Trung Quốc là 2 tàu thuộc tuần dương lớp Triệu Đà (Zhaotou class): Haijing 2901 và Haijing 3901 có lượng giãn nước đến 10.000 tấn.

## Đền thờ
Nhiều nơi ở miền Bắc Việt Nam và miền Nam Trung Quốc có đền miếu thờ cúng ông: 
- Đình thờ Triệu Đà ở xã Xuân Quan, huyện Văn Giang, tỉnh Hưng Yên, Việt Nam. Xưa kia đây là nơi Triệu Đà cho xây dựng điện Long Hưng.[23]
- Đền Đồng Xâm ở xã Hồng Thái, huyện Kiến Xương, tỉnh Thái Bình, Việt Nam thờ Triệu Đà và phu nhân Trình thị.[24][25]
- Nhiều nơi xung quanh khu vực Cổ Loa (huyện Đông Anh, Hà Nội, Việt Nam) như các làng Văn Tinh, Lực Canh (thuộc xã Xuân Canh), Thạc Quả (thuộc xã Dục Tú) thờ Triệu Đà. Truyền thuyết dân gian vùng ven thành Cổ Loa kể lại khi đi đánh An Dương Vương, Triệu Đà đã cho thuyền ngược sông Hồng và cho đóng quân ở bến sông, nay là đoạn cuối làng Dâu (hay có tên khác là làng Lực Canh) và đầu làng Văn Tinh, nơi rất gần với ngã ba Dâu (nơi hợp lưu của sông Đuống và sông Hồng). Tương truyền, làng Văn Tinh là nơi Triệu Đà đóng đại bản doanh còn dân làng Lực Canh chỉ làm nhiệm vụ như cắt cỏ ngựa, khuân vác, phục vụ cho quân đội. Vì thế, đình Văn Tinh được coi là nơi thờ chính còn các nơi khác chỉ là nơi thờ vọng. Lễ hội làng Văn Tinh được tổ chức từ ngày mùng 6 đến mùng 8 tháng 3 hàng năm để tưởng nhớ Triệu Đà. Ngày 7 tháng 3, nhân dân làng Lực Canh rước tượng Trọng Thủy đến Văn Tinh với ý nghĩa con về thăm cha.[26]
- Chùa làng Hữu Bằng ở xã Ngọc Xá, thị xã Quế Võ thờ Triệu Đà làm Thành hoàng cùng với 9 làng khác chủ yếu nằm trên địa phận thị xã Quế Võ và thành phố Từ Sơn, tỉnh Bắc Ninh, Việt Nam.[27]
- Miếu Nam Việt Vương ở thị trấn Đà Thành, huyện Long Xuyên, địa cấp thị Hà Nguyên, tỉnh Quảng Đông, Trung Quốc thờ Thành hoàng Triệu Đà. Miếu được xây dựng từ thời nhà Thanh.[28][29]

## Trên phương tiện truyền thông đại chúng

### Phim truyền hình
Dưới đây là danh sách các bộ phim truyền hình nói về/có đề cập đến Triệu Vũ Vương và nước Nam Việt:
- Nam Việt Vương (2007) -  Trung Quốc
- Linh Châu (2011) -  Trung Quốc
- Đại Phong Ca (2011) -  Trung Quốc

### Âm nhạc
Ngoài ra nhân vật Triệu Vũ Vương (tức Triệu Đà) cũng được nhắc đến trong nhạc phẩm "Chuyện Thành Cổ Loa" (2005) do nam ca sĩ Đàm Vĩnh Hưng của  Việt Nam trình bày, trích ra từ album có tên gọi "Mr. Đàm".
Dưới đây là trích đoạn đầu lời bài hát:
| Chuyện ngày xưa Chuyện ngày xưa Chuyện ngày xưa, nước Âu Lạc thanh bình Thành Cổ Loa cao ngất giữa trời xanh Lượn vòng quanh mấy bức tường thành Chống ngoại xâm, dân ấm no trong an lành Chuyện binh đao mấy phen cùng quân Tần Nhờ thần linh ban phép thiêng gìn giữ Nỏ thần kia mang móng chân rùa vàng Chấn hùng anh, điêu tác quân thù bạo tàn | Nhà nhà sống trong yên vui, đêm đêm hát ca ngày dần qua Nào ngờ đến những phong ba đang vây quanh thành Cổ Loa Có những âm mưu Có những hận thù Gieo bao đau thương vì ôm giấc mơ đồ vương Người người sống trong yên vui, đêm đêm hát ca ngày dần qua Nào ngờ phía lân bang thức trắng đêm Triệu Đà kia Với những âm mưu Với những hận thù Một ngày nào tiến quân thành Loa (...) |

## Niên đại và tư liệu

### Về thời gian thành lập nước Nam Việt
Những mốc năm tháng Triệu Đà lập nước Nam Việt đều không có sử sách ghi chép lại. Tư liệu ngày nay chỉ căn cứ vào cuốn Sử ký của Tư Mã Thiên mà suy luận ra. Trước mắt có ba thuyết Triệu Đà lập nước Nam Việt: một thuyết cho rằng đó là năm 203 TCN , thuyết thứ hai cho rằng vào năm 204 TCN  Riêng sách Đại Việt sử ký toàn thư của sử thần Ngô Sĩ Liên thời Hậu Lê cho rằng Triệu Đà sáp nhập quận Quế Lâm và nước Âu Lạc vào quận Nam Hải, lập nên nước Nam Việt vào năm 207 TCN.

### Về thời gian chinh phục Âu Lạc
Như đã đề cập trong phần sự nghiệp của Triệu Đà, các nguồn sử liệu xưa không thống nhất về thời điểm nước Âu Lạc bị chinh phục. Giữa các sách cổ sử của Việt Nam (năm 207 TCN) và Sử ký của Tư Mã Thiên (khoảng 179 TCN) chênh lệch nhau tới gần 30 năm. Không rõ các sử gia phong kiến Việt Nam căn cứ vào nguồn tư liệu nào và cũng không có sự lý giải, kết luận thỏa đáng của các sử gia đương đại đối với vấn đề này.
Các sách giáo khoa tại Việt Nam hiện nay căn cứ theo tư liệu của Sử ký để lấy năm 179 TCN. Có lẽ vì Sử ký ra đời chỉ một vài chục năm sau khi nước Nam Việt mất nên đây được coi là nguồn tài liệu đáng tin cậy hơn.

### Về cái chết của Trọng Thủy
Trọng Thủy là con trai Triệu Đà, không được Sử ký đề cập đến. Tên của Trọng Thủy chỉ được nhắc đến trong các sách sử và truyền thuyết của Việt Nam. Tuy nhiên, giữa các tài liệu này cũng có những điểm dị biệt.
Sử cũ theo cách nói của truyền thuyết về chuyện nỏ thần và việc làm rể của Trọng Thủy nhằm đánh cắp nỏ thần, quyết định việc mất còn của Âu Lạc. Đại Việt Sử ký Toàn thư chép y nguyên như truyền thuyết cho rằng sau khi chiếm được Âu Lạc, Thủy thấy vợ chết bèn chết theo. Tuy nhiên, cũng Đại Việt Sử ký Toàn thư, lại chép con Thủy là Triệu Hồ nối ngôi Triệu Đà năm 137 TCN, Hồ chết năm 125 TCN thọ 52 tuổi, tức là sinh năm 176 TCN, sau khi Thủy chết tới 33 năm. Như vậy các sử gia phong kiến đã nhầm lẫn tình tiết này. 
Dù theo thuyết của Sử ký cho rằng phía Tây nước Âu Lạc mất năm 179 TCN đi nữa thì khoảng cách giữa khi Trọng Thủy chết với thời gian Triệu Hồ sinh ra vẫn là bốn năm. Các nguồn tài liệu có nhắc đến Thủy (trừ Sử ký) đều nói Hồ là con Thủy nhưng không nhắc đến người con trai nào khác của Triệu Đà. Do đó, việc các nhà nghiên cứu nghi ngờ Trọng Thủy chết theo vợ là hoàn toàn có cơ sở. Có lẽ đó là lý do khiến sách Khâm định Việt sử thông giám cương mục (viết sau Đại Việt Sử ký Toàn thư) chỉ nhắc tới việc Trọng Thủy làm rể mà không nhắc tới việc Thủy chết theo Mỵ Châu. Cũng có thể sau khi về nước và sinh ra Triệu Hồ thì Trọng Thủy mới tự sát. Như vậy Trọng Thủy phải còn sống ít nhất đến năm 177 TCN.